# Desnes
Desnes är en kommun i departementet Jura i regionen Bourgogne-Franche-Comté i östra Frankrike. Kommunen ligger i kantonen Bletterans som tillhör arrondissementet Lons-le-Saunier. År 2022 hade Desnes 490 invånare.

## Befolkningsutveckling
Antalet invånare i kommunen Desnes
Referens:INSEE